# Obrożnik labradorski
Obrożnik labradorski (Dicrostonyx hudsonius) – gatunek ssaka z podrodziny karczowników (Arvicolinae) w obrębie rodziny chomikowatych (Cricetidae).

## Zasięg występowania
Obrożnik labradorski występuje w północno-wschodniej Kanadzie, w północnym Quebecu i Labradorze, w tym na Wyspach Belchera i Wyspach Króla Jerzego.

## Taksonomia
Gatunek po raz pierwszy zgodnie z zasadami nazewnictwa binominalnego opisał w 1778 roku niemiecki przyrodnik Peter Simon Pallas nadając mu nazwę Mus hudsonius. Holotyp pochodził z Labradoru, w Kanadzie. 
Badania genetyczne wskazują, że gatunek ten oddzielił się od innych lemingów z rodzaju Dicrostonyx jeszcze przed zlodowaceniem Wisconsin (północnoamerykańskim zlodowaceniem, które wystąpiło równocześnie ze zlodowaceniem Wisły w Europie). Skamieniałości wskazują, że w plejstocenie, pomiędzy 800 a 50 tysięcy lat temu, przodkowie tych lemingów zamieszkiwali na większości obszarów arktycznych Ameryki Północnej i Azji. Autorzy Illustrated Checklist of the Mammals of the World uznają ten takson za gatunek monotypowy.

### Etymologia
- Dicrostonyx: gr. δικρος dikros „rozwidlony”; ονυξ onux, ονυχος onukhos „pazur”[8].
- hudsonius: Zatoka Hudsona, Kanada[9].

## Morfologia
Długość ciała (bez ogona) 112–160 mm, długość ogona 12–22 mm, długość tylnej stopy 20–25 mm; masa ciała 40–90 g. 

## Biologia
Zwierzęta te zamieszkują tundrę od poziomu morza do 1000 m n.p.m. Tworzą małe kolonie, typowo zajmujące obszar ok. 1 akra. Są aktywne przez cały rok.
Sezon rozrodczy trwa od marca do początku września, gryzonie budują gniazda w podziemnych korytarzach. Ciąża trwa 22 do 26 dni, typowo rodzi się od 4 do 5 młodych. Rocznie samica wydaje na świat dwa do trzech miotów.

## Populacja
Ze względu na dosyć szeroki zasięg występowania i dużą liczebność, jest to gatunek najmniejszej troski. Gęstość populacji, w zależności od miejsca, zmienia się od jednego do ponad 140 osobników na akr; prawdopodobnie lemingi te podlegają dużym wahaniom populacji co dwa do pięciu lat.